# هوة جليدية
الهوة الجليدية هو شق جليدي يتشكل حيث ينفصل جليد الجليدية المتحرك عن الجليد الراكد أو الثلج الحُبَيبي أعلاه. غالبًا ما تكون عقبة خطيرة أمام متسلقي الجبال. تمتد الهوة الجليدية إلى الصخر الأساس ويمكن أن يصل عمقها إلى أكثر من 100 متر (330 قدم) .